# Boye Richard Petersen
Boye Richard Petersen (* 16. Januar 1869 auf Hallig Langeneß; † 5. Dezember 1943 in Primkenau i. Schlesien) war ein deutscher Windjammer-Kapitän der Hamburger Reederei F. Laeisz und legendär für den Ruf der Föhrer Seeleute.

## Leben
Richard Petersen, dessen Familie 1875, in seinem sechsten Lebensjahr, auf die Hallig Gröde zog, soll heimlich sehr früh sein Elternhaus verlassen haben, um zur See zu fahren. In Wyk auf Föhr heuerte er als Koch und Junge auf dem Küstenfrachtsegler Tetta Margaretha an.
1894 heiratete er Anna Margaretha Braren von Süderende auf Föhr, das nun seine Heimat wurde. Drei Jahre später ließ er dort ein Haus für seine Familie errichten.

## Maritime Laufbahn
1892–1893 fuhr er bereits als 3. Offizier mit der Viermast-Bark Pisagua (RJPT) unter dem Föhrer Kapitän Johannes Früdden (1851–1919) der Hamburger Reederei Laeisz nach Valparaiso/Chile. Danach fuhr er zwei Jahre unter Robert Hilgendorf bereits als Erster.
1897 erhielt er das Kommando über das Vollschiff Preußen (RJHS), das 1902 in Posen umgetauft wurde. Bis 1901 absolvierte er fünf Südamerikafahrten nach Chile. Er erhielt 1901 von seiner Reederei den Auftrag, die Bauaufsicht für das entstehende Fünfmast-Vollschiff Preussen (RMPT) zu übernehmen. 1902 lief dieser damals modernste Großsegler an der Weser vom Stapel, Petersen war von der Jungfernfahrt bis 1909 Kapitän des Schiffes. Auf den mehr als zehn Fahrten nach Südamerika brach er alle Rekorde. Es war zudem der größte und schnellste Flying P-Liner der Reederei Laeisz, schneller selbst als die Fünfmastbark Potosi (RKGB), die sie im Südatlantik auf der Heimreise bei der einzigen verbrieften Begegnung von Rahfünfmastern auf hoher See 1906/07 überholte. Auf den 10 Fahrten nach Südamerika (auf der 11. Reise lief das Schiff unter Charter) brach er viele Rekorde, besonders bestach die Gleichmäßigkeit. Für die Reederei war das ein wichtiger Aspekt. Nach der 11. Reise gab Petersen das stolze Schiff an Kapitän Hinrich Nissen ab. Er selbst übernahm 1913 noch für eine Chile-Westküstenreise mit der neu angekauften Viermastbark Pinguin (RSPD) (ex.Erasmo), mit seinem 1. Steuermann Hermann Piening.
1913 übernahm er die Aufgaben eines Inspektors der Reederei und zog mit seiner Familie nach Hamburg. Nach Kriegsende waren neun Laeiszsche Frachtsegler in Südamerika. Um deren Rückführung nach Europa machte sich Petersen noch sehr verdient in der Deutsche Segelschiff-Kontor GmbH. Als Lebenslanges Mitglied war er für die Reederei in der Schiffbautechnischen Gesellschaft vertreten.
Im Zweiten Weltkrieg verlor er seinen ältesten Sohn, seinen Schwiegersohn und seinen gesamten Hamburger Besitz.
In Primkenau verstarb er 1943 auf dem Gut Luisenhof bei seiner Tochter Ella Sophie.